# Opposition dynastique
 (novembre 2013).
 (novembre 2013).
L’opposition dynastique, ou gauche dynastique, est un parti politique durant la monarchie de Juillet et le Second Empire, il est positionné au centre gauche de l’échiquier politique de l'époque.

## Sous la monarchie de Juillet

### Les principes du parti
Le parti forme, avec le centre gauche d'Adolphe Thiers, le parti du mouvement, principal parti d'opposition au parti de la résistance sans toutefois s'opposer au régime de la monarchie de Juillet.
L'opposition dynastique a toujours été favorable a un élargissement du corps électoral c'est-à-dire à l'abaissement du cens électoral sans pour autant être acquis au suffrage masculin.

### L'homme fort du parti
Odilon Barrot est le porte-parole de l'opposition dynastique. 

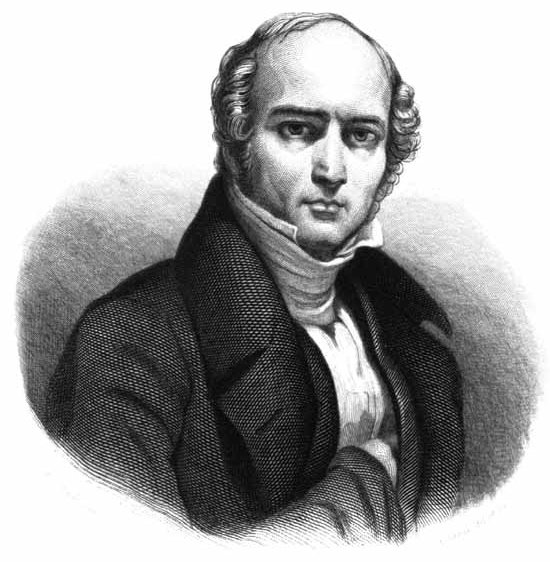
Odilon Barrot, leader de l'opposition dynastique (portrait gravé par Émile Giroux d'après Ary Scheffer)

### Les résultats électoraux
Ce n'est qu'à partir des élections législatives de 1834 que l'opposition dynastique s'affirme comme l'un des acteurs incontournables de la vie politique de la monarchie de Juillet. En effet, en 1834, 62 sièges sont gagnés par le parti.
Lors des élections de 1837, le parti perd 6 sièges et occupe 56 sièges dans l'hémicycle.
Aux élections de 1839, le parti fait alliance avec les autres partis constitutionnels ainsi qu'avec les républicains pour faire tomber le ministère Molé, malgré le succès de cette coalition, l'opposition dynastique est dans un premier temps dans la majorité avec le gouvernement Thiers puis reste dans l'opposition à Guizot, sans jamais avoir la majorité avec le parti de Thiers et de Dupin pour le faire tomber.

### L'aide involontaire à la chute de la monarchie de Juillet
Devant l'intransigeance de Guizot face à l'abaissement du cens électoral, l'opposition dynastique et le centre gauche de Thiers décident d'organiser des banquets afin de faire adhérer la petite et moyenne bourgeoisie à leurs idées et ainsi, espérer renverser Guizot. Mais les républicains vont progressivement prendre le contrôle de ces banquets sans qu'Odilon Barrot ne puisse s'y opposer.
En 1848, Guizot interdit la tenue d'un banquet à Paris, les républicains organisent alors une insurrection qui met à terre la monarchie de Juillet. Le roi Louis-Philippe se rendant compte de la gravité de l'insurrection, se décide à renvoyer Guizot et à proposer à Barrot d'être chef du gouvernement, mais celui-ci refuse car le régime est pour lui, déjà enterré.

## Sous la Deuxième République
Beaucoup de membres du parti rejoignent le parti de l'ordre, c'est le cas d'Odilon Barrot. D'autres se rallient à la république (les républicains du lendemain) et siègent avec les républicains modérés.

## Sous le Second Empire
D'abord muselé par la période autoritaire de l'Empire, ils vont ensuite revenir au corps législatif sans y jouer un rôle important, mais luttant, avec Thiers, pour le rétablissement des libertés de la presse, d'expression, etc.

## Sources
- Dominique Barjot, Jean-Pierre Chaline et André Encrevé, La France au XIXe siècle, PUF, 2008
- Hubert Néant, La politique en France XIXème siècle à nos jours, Hachette, 2010